# Dansk vinproduktion
Dansk vinproduktion er vin fremstillet i Danmark. Kommerciel vinproduktion har været tilladt i Danmark siden år 2000, og produktionen er opdelt i fire regioner: Jylland, Fyn, Sjælland og Bornholm. Der produceres fortrinsvis på druesorterne Cabernet Cortis og Cabernet Cantor. I 2023 blev der fremstillet i alt ca. 350,000 flasker vin på 83 registrerede vingårde. På nogle af de danske vingårde er det muligt at få en anpart, og hjælpe til i marken, uden at skulle stå med det hele selv. 

## Tilladte druesorter
Følgende druesorter er tilladte ifølge Bekendtgørelse om dansk vinproduktion:

### Blå
- Akolon
- Blå Donau
- Castel 19637
- Don Muscat
- Dunkelfelder
- GF.GA 64-170-1
- Léon Millot
- Nero
- Regent
- Rondo
- Tidlig Blå Burgunder

### Hvide
- Bianca
- Ehrenbreitsteiner
- Eszter
- GF.GA 48-12
- GM 4-46 kl 10
- GM 6495-3
- GM 7932-1
- Goldriesling
- Huxelrebe
- Kerner
- Kernling
- Madeleine Angevine 7672
- Madeleine Sylvaner
- Merzling
- Optima
- Orion
- Ortega
- Phoenix
- Précose de Malingre
- Reflex
- Reform
- Regner
- Sirius
- Solaris
- Zalas Perle

### Rosé
- GM 6493-2
- Siegerrebe

## Regioner
Danske vine kan produceres og sælges som vin fra én af følgende regioner:
- Jylland
- Fyn
- Sjælland
- Bornholm